# Humada
Humada – gmina w Hiszpanii, w prowincji Burgos, w Kastylii i León, o powierzchni 85,19 km². W 2011 roku gmina liczyła 142 mieszkańców.